# درودزن
درودزن، روستایی از توابع بخش درودزن شهرستان مرودشت در استان فارس ایران است.

## جمعیت
این روستا در دهستان درودزن قرار دارد و براساس سرشماری مرکز آمار ایران در سال ۱۳۸۵، جمعیت آن ۱٬۶۱۷ نفر (۳۹۳خانوار) بوده‌است. ساکنین این منطقه تبار فارس دارند؛ و همچنین گروه های زبانی ترکی و لری در این منطقه وجود دارد.